# 佐知子
佐知子（日语：佐知子，1999年8月8日—），日本AV女優。所屬事務所是オールプロモーション。

## 簡歷
2019年5月以SOD的專屬女優身分出道。
2019年8月脫離專屬女優，成為企劃單體女優。
2020年8月於月刊FANZA所發表的2020年上半年AV女優排行榜獲得第10名。
2021年2月獲得「バレンタインチョコを貰いたいAV女優！アンケート」的第2名。

## 人物
出身於宮崎縣。喜歡去漫畫咖啡店。

## 外部連結
- 佐知子的X（前Twitter）（2019年5月16日 - ）
- 佐知子的Instagram帳戶